# Sibirski kozorog
Sibirski kozorog (lat. Capra sibirica) je azijska vrsta kozoroga. Živi na planinama i u pustinjama Srednje Azije.

## Opis
Visok je 80-100 cm u ramenima, a težak u prosjeku 60 kg. Odrasli mužjaci imaju duge brade i duge zakrivljene rogove s izraženim grebenima (grbama) na frontalnim površinama. Dlaka je tamnosmeđa sa sivkastom leđnom prugom, koja ide od vrata do repa. Odrasli mužjaci imaju sivo-sijede mrlje na leđima. Kod ove vrste je izražen spolni dimorfizam, odnosno ženke su dosta manje s malim rogovima koji su ravni i široko razdvojeni iz korijena.

## Stanište
Sibirski kozorog je široko rasprostranjen od regije Hindukuš planina u Afganistanu do Sajanskih planina u Mongoliji. Sreću se najčešće na nadmorskim visinama od 3,000 do 5,300 m, ali se također znaju pojaviti i u područjima od 1,000 m, na Altajskim planinama.

## Podvrste
- Capra sibirica alaiana
- Capra sibirica hagenbecki
- Capra sibirica hemalayanus
- Capra sibirica sakeen
- Capra sibirica sibirica